# Тавларово (Тукаевский район)
Тавларово (тат. Таулар) — деревня в Тукаевском районе Татарстана. Входит в Биюрганское сельское поселение.

## География
находится на реке Игат, в 35 км к северо-востоку от города Набережные Челны.

## История
Известна с 1702 г. В XVIII - 1-й половине XIX вв. в сословном отношении жители делились на тептярей и государственных крестьян. Занимались земледелием, разведением скота, колёсным промыслом, изготовлением валенок и лаптей, извозом, торговлей.
В период Крестьянской войны 1773–75 гг. активно выступили на стороне Е.И. Пугачёва.
В «Списке населенных мест по сведениям 1870 года», изданном в 1877 году, населённый пункт упомянут как деревня Тавларова (Горные Байлары) 5-го стана Мензелинского уезда Уфимской губернии. Располагалась при речке Биюргане, по правую сторону почтового тракта из Мензелинска в Елабугу, в 16 верстах от уездного города Мензелинска и в 3 верстах от становой квартиры в деревне Кузекеева (Кускеева). В деревне, в 90 дворах жили 502 человека (264 мужчины и 238 женщин, татары, тептяри), были мечеть, училище, 7 лавок, базары по вторникам. Жители занимались земледелием, скотоводством, деланием колёс, плетением лаптей.
В начале XX века в деревне Тавларово функционировали мечеть (известна с 1814 г.), мектеб, училище Министерства народного просвещения, калачное заведение, 2 бакалейные лавки, амбары для ссыпки закупленного хлеба, базар по вторникам.
В 1913 г. земельный надел сельской общины составлял 1185 десятин.
До 1920 г. деревня входила в Кузкеевскую волость Мензелинского уезда Уфимской губернии.
С 1920 г. в составе Мензелинского кантона Татарской АССР.
С 10.08.1930 г. в Мензелинском, с 04.06.1984 г. в Тукаевском районах.

## Население
| 1834 | 1859 | 1870 | 1884 | 1897 | 1906 | 1913 | 1920 | 1926 |
| ---- | ---- | ---- | ---- | ---- | ---- | ---- | ---- | ---- |
| 69   | ↗509 | ↘502 | ↗639 | ↘602 | ↗770 | ↘762 | ↗934 | ↘589 |
| 1938 | 1949 | 1958 | 1970 | 1979 | 1989 | 2002 | 2008 |      |
| ↘444 | ↘386 | ↘286 | ↘198 | ↘156 | ↘93  | ↗97  | ↗103 |      |

Национальный состав
На 2002 год - татары (92%). В 2010 году население деревни - 109 человек.

## Экономика
Полеводство.

## Инфраструктура
Начальная школа, клуб.

## Ислам
Мечеть.